# Colomban MC-100
Le Colomban MC-100 est un avion biplace côte à côte à aile basse démontable destiné à la construction amateur conçu par Michel Colomban. Cet avion dont la cellule est en alliage d'aluminium est disponible sur plan uniquement. Dérivé du MC-100, le Dyn'Aéro MCR 01 est proposé en kit; sa cellule est en matériaux composites (fibre de carbone).

## Dimensions
- Envergure : 6,63 m
- Corde : 80 cm
- Surface alaire : 5,2 m²
- Allongement : 8,45
- Largeur cabine : 1,06 m

## Masses
- À vide équipé d'un pas variable optionnel: 217 kg
- Maxi au décollage : 450 kg
- Charge alaire : 86 kg/m²

## Performances
- Finesse maximale : 13
- Longueur de roulement : 160 m
- Vitesse ascensionnelle : 10,1 m/s (2 000 ft/min)
- Vitesse à pleine puissance: 300 km/h
- Plafond pratique : 7 500 m (25 000 ft)
- Temps de mise en remorque : 10 à 15 min